# Urosphena neumanni
La tesia de Neumann (Urosphena neumanni) es una especie de ave paseriforme de la familia Cettiidae endémica de las montañas de la región de los Grandes Lagos de África.

## Distribución y hábitat
Se encuentra en Burundi, el este de la República Democrática del Congo, Ruanda y Uganda. Su hábitat natural son los bosques de montaña tropicales.

## Descripción
La teisa de Neumann es un pájaro pequeño que mide 10–11 cm y pesa 11,3 g. Se caracteriza por tener una cabeza proporcionalmente grande con un distintivo patrón listado y la cola corta. Presenta una larga lista superciliar blanquecina entre listas negras y también presenta una lista pileal central verde. El plumaje de su cuerpo de verde oliváceo, oscuro en las partes superiores y laro en las inferiores.